# 藤原賴宗
藤原賴宗（ふじわら の よりむね，993年—1065年3月12日），日本平安時代公卿。藤原北家出身，藤原道長次男。官至從一位右大臣。世稱堀河右大臣。

## 生平簡介
賴宗是道長與側室源明子所生，跟賴通、教通是異母兄弟。擅長和歌
。
在1044年前後，當時右近衛大將出缺，賴宗原以為自己可以兼任這個職務，結果是自己的姪兒通房（賴通子）得到這個職務。賴宗非常失望，因而閉門不上朝。然而不久通房去世，賴宗才得到這個職務。

## 系譜
- 父：藤原道長
- 母：源明子（源高明之女）
- 妻：藤原伊周之女
  - 長男：藤原兼賴
  - 次男：藤原俊家
  - 四男：藤原能長 – 藤原能信之養子
  - 長女：院之上 – 敦明親王（小一條院）之妃
  - 次女：藤原延子 – 脩子内親王養女、後朱雀天皇女御
  - 三女：藤原昭子 – 後三條天皇女御
- 妻：源公子（源高雅之女）
  - 三男：藤原基貞
- 妻：藤原親時之女
  - 五男：藤原能季
- 生母不詳
  - 男子：賴觀
  - 女子：源師房之妻 – 源師忠之母

## 註腳
1. 1 2  .   [2010-12-30]. （原始内容存档于2011-05-27）.
2. 1 2 3  大日本史藤原賴宗傳 （页面存档备份，存于）

| 官衔                               | 官衔                                | 官衔            |
| ---------------------------------- | ----------------------------------- | --------------- |
| 前任： 藤原教通                    | 內大臣 1047年8月24日－1060年8月15日 | 繼任： 藤原師實 |
| 前任： 藤原教通                    | 右大臣 1060年8月15日－1065年2月12日 | 繼任： 藤原師實 |
| 军职                               |                                     |                 |
| 空缺上一位持有相同頭銜者：藤原通房 | 右大將 1045年12月4日－1065年1月28日 | 繼任： 源師房   |